# Gustave Staal
Pour les articles homonymes, voir Staal.
Pierre Gustave Eugène Staal, dit Gustave Staal, né à Vertus le 2 septembre 1817, mort à Ivry-sur-Seine le 19 octobre 1882, est un dessinateur et graveur français, qui produit également quelques peintures. Son travail est renommé pour ses illustrations de certains grands romans de son siècle.

## Biographie
Fils d'un boucher, Gustave Staal est élève aux Beaux-Arts de Paris à partir de 1838 dans la classe de Paul Delaroche. Son maître à graver est Adolphe Varin.
Il pratique la peinture et la gravure d'interprétation et originale suivant différentes techniques (burin, eau-forte, taille-douce, lithographie) avec lesquelles il va transcrire au fil du temps de plus en plus de ses propres compositions dessinées.
Il a illustré de nombreux ouvrages, dont les Femmes de la Bible, Les Mystères de Paris d'Eugène Sue (1843-1844), La Comédie humaine, d'Honoré de Balzac (1842-1846), puis compose les Œuvres illustrées de Balzac (1851-1853), Corinne ou l'Italie, de Germaine de Staël (1853), et des livres pour enfants de Jeanne-Marie Leprince de Beaumont.
Durant les années 1860, il est le graveur attitré de l'éditeur-libraire Bachelin-Deflorenne (quai Malaquais, Paris) et exécute de nombreux portraits d'auteurs. Son Portrait d'Édouard Dentu a été interprété en gravure par Eugène Leguay. L'un de ses interprètes les plus courants reste Ferdinand Delannoy.
Il fournit des illustrations à des périodiques comme le Musée des familles, le Magasin pittoresque, La Chronique illustrée.

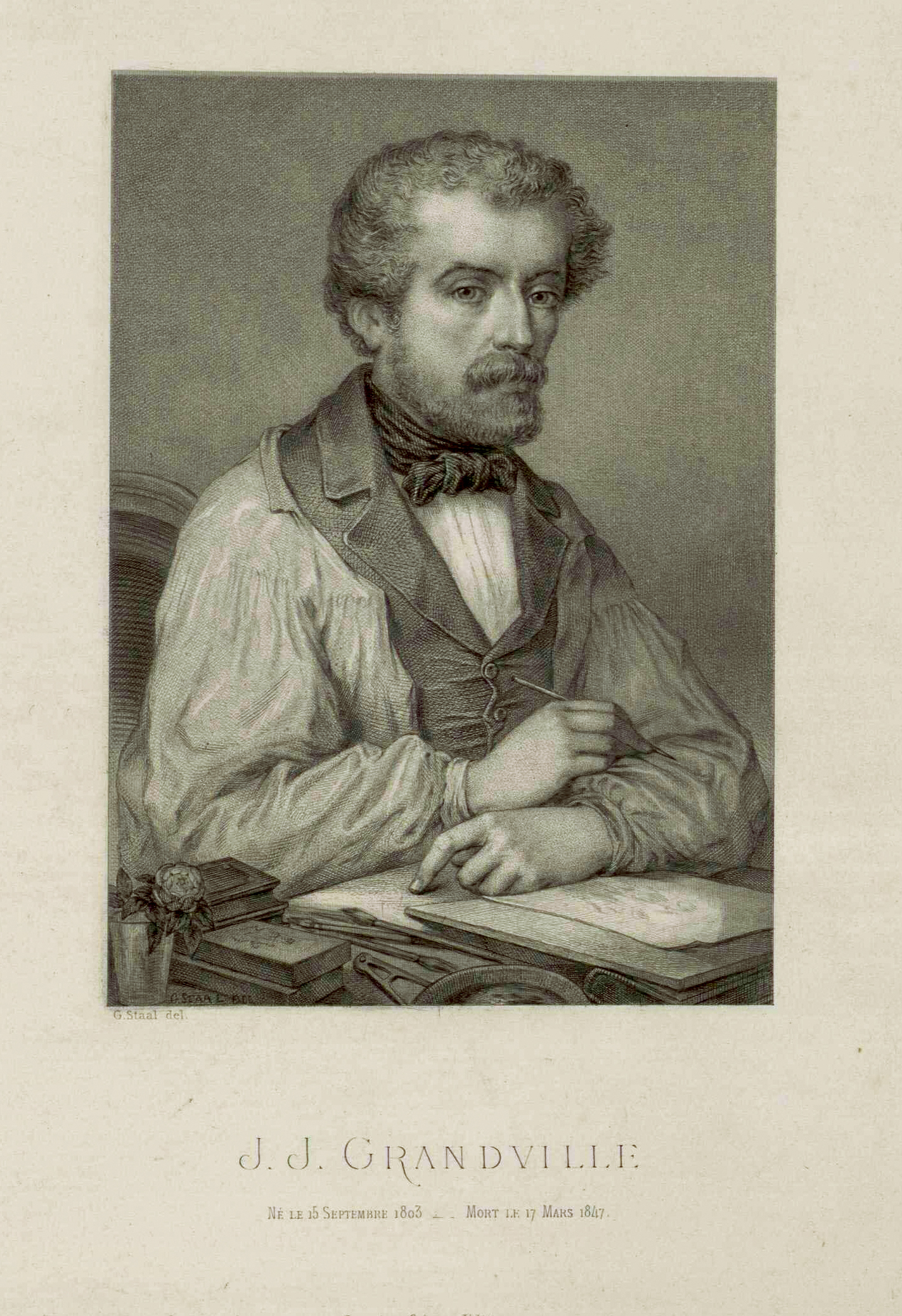
Portrait de J. J. Grandville, dessin de G. Staal (avant 1870) pour la réédition des Petites misères de la vie humaine de Paul-Émile Daurand-Forgues, fonds INHA.

Il signe « G. Staal ».

## Ouvrages illustrés
- Jean-Baptiste Louvet de Couvray, Histoire du Chevalier de Faublas, Paris, Gustave Havard, 1849.
- Joseph Méry et Louis-François Raban [Cte Foelix], Muses et fées. Histoire des femmes mythologiques, Paris, G. de Gonet-Martinon, 1851.
- Paul Féval, Les tribunaux secrets : ouvrage historique, illustré avec René de Moraine et Gustave Janet, gravures d'Alexandre Ferdinandus, 2 vol., Paris, Legrand et Crouzet, 1864-[1880 ?].
- Émile Chasles, Contes de tous Pays, Paris, Garnier frères, 1867, 456 p.
- Album de la Chronique illustrée. Guerre et Commune, Paris, La Chronique illustrée, 1872.